# 아스팔트 6: 아드레날린
《아스팔트 6: 아드레날린》(영어: Asphalt 6: Adrenaline)은 게임로프트에서 제작 및 발매한《아스팔트》시리즈의 6번째 넘버링 작품이다.